# Hilfsantrag
Im Zivilprozess nach der deutschen Zivilprozessordnung ist ein Hilfsantrag eine Prozesshandlung, die zusätzlich zu dem Hauptantrag gestellt wird. Es handelt sich dabei um eine andere Forderung und nicht lediglich um eine andere Berechnung (z. B. tatsächlicher Schaden statt Pauschale) oder Begründung derselben Forderung (Hilfsbegründung). Auch ein Hilfsantrag kann erneut unter einen Hilfsantrag (Hilfshilfsantrag) gestellt werden usw. Auch im Verwaltungsprozess können Hilfsanträge gestellt werden.
Einen Hilfsantrag gibt es in Form des echten Hilfsantrag oder des unechten Hilfsantrags (auch als uneigentlicher Hilfsantrag bezeichnet). 

## Abgrenzung
Über einen Hilfsantrag ist wie über jeden Antrag ggf. vom Gericht im Tenor des Urteils zu entscheiden.
- Ein Hilfsvorbringen ist ein alternativer Sachverhalt, den das Gericht zu prüfen hat, um über den Klageantrag zu entscheiden, z. B. „wenn der Vertrag nicht am 1. Januar 2014 von A geschlossen wurde, wurde er am 2. Februar 2014 von seinem Vertreter B geschlossen“.
- Eine Hilfsbegründung begründet den Klageantrag mit anderen rechtlichen Gedanken, z. B. „wenn der Beklagte nicht vorsätzlich gehandelt hat, haftet er auch aus Fahrlässigkeit“.
- Eine Alternativbegründung begründet den Klageanspruch mit einem anderen rechtlichen Gegenstand und stellt rechtlich einen Hilfsantrag dar, z. B. „die Klageforderung ergibt sich aus der Mietforderung für April und notfalls aus der Mietforderung für März, sofern die Zahlung vom Mai auf die Aprilmiete und nicht auf die Märzmiete zu verrechnen sein sollte“.
- Die Hilfsaufrechnung soll die Gegenforderung nur verbrauchen, wenn das Gericht die Klageforderung für gegeben erachtet; dies ist vor allem in Fällen der Verjährungseinrede von großer Bedeutung, da die unbedingte Aufrechnung sonst auch gegen eine verjährte Forderung wirksam wäre.
- Die Zulässigkeit einer Hilfswiderklage ist von Fall zu Fall zu prüfen und z. B. im Falle der Hilfsaufrechnung gegeben, da dann der Gegenstand der Hilfswiderklage mit einem bereits vorher prozessgegenständlichen Thema übereinstimmt.

## Echter Hilfsantrag
Ein echter Hilfsantrag ist ein Hilfsantrag, über den nur dann entschieden werden soll, wenn über den Hauptantrag negativ entschieden wurde (er also zurückgewiesen wird). Bei Teilabweisung des Hauptantrags ist auszulegen, ob dann ein Teil des Hauptantrags zugesprochen werden soll oder insgesamt der Hilfsantrag den Hauptantrag ersetzen soll.

### Streitwert
Auf den Gebührenstreitwert hat das die Auswirkung, dass er sich nach § 45 Abs. 1 Satz 2 Gerichtskostengesetz um den Streitwert des echten Hilfsantrags erhöht, wenn über den echten Hilfsantrag entschieden wird (also bereits über den Hauptantrag entschieden wurde).

## Unechter Hilfsantrag
Ein unechter Hilfsantrag ist ein Hilfsantrag, über den dann entschieden werden soll, wenn über den Hauptantrag positiv entschieden wurde.

### Beispiel
Eine Prozesspartei wird auf Herausgabe eines Gegenstands verurteilt, hilfsweise auf Schadenersatz nach erfolglosem Verstreichen einer angemessenen Frist nach rechtskräftigem Urteil.

### Streitwert
Auf den Gebührenstreitwert hat das die Auswirkung, dass er sich nach § 45 Abs. 1 Satz 3 Gerichtskostengesetz aus dem Maximum des Streitwerts des erfolgreichen Hauptanspruchs und dem Streitwert des unechten Hilfsantrags ergibt.